# Xantotol
Xantotol fue un grupo de black metal de Kutno (Polonia), activo en los años 1990.
Con profundas influencias de agrupaciones suizas como Hellhammer y Samael, Xantotol fue una de las primeras bandas de su género de Polonia, junto con Christ Agony, Graveland y Mastiphal. Según una entrevista al fundador «Venom», desde el principio quiso que fuese un grupo de black metal con letras basadas en la filosofía satánica, rechazando cualquier otra idea como el paganismo .

## Historia
Xantotol se formó en julio de 1991, originalmente como dúo compuesto por la guitarrista y vocalista «Mała» y el baterista «Venom». El logo del grupo fue diseñado por el editor Michał Kraszewski. Después de algunos meses, Xantotol lanzó su álbum debut, la maqueta Glory for Centuries.
En 1993, se unió a la formación el guitarrista «Siwy», amigo de la infancia de «Mała», quien se incorporó a la grabación del álbum Cult of the Black Pentagram en KDK Studio, con la colaboración de Waldemar Osiecki de Alastor y de Krzysztof Szejki. El mismo año, el grupo recibió una oferta de la discográfica finlandesa Hammer of Damnation Records, pero la rechazó. Al final, el álbum fue publicado por la discográfica Witching Hour Productions. 
En 1995, Xantotol lanzó un nuevo álbum, Thus Spake Zarathustra. Poco después, el grupo empezó a trabajar en un nuevo álbum titulado Czort. Sin embargo, por razones desconocidas, los músicos cancelaron la sesión de grabación y el álbum nunca salió a la luz. En 1996, Xantotol se disolvió.
En 2004, el fundador de Xantotol, «Venom», decidió volver a lanzar obras anteriores del grupo, y en 2005 el sello Kampf Records las publicó conjuntamente bajo el título Liber Diabolus: 1991-1996.

### Colectivo Fullmoon
En torno a 1993, «Venom» formó el colectivo satánico Fullmoon, que se puso en contacto con organizaciones como Order of Nine Angel (Reino Unido), Luciferian Light Group (Estados Unidos) y Order of the Left-Hand (Nueva Zelanda) y personalidades como Alberto Vorkt. El colectivo se dedicó a distribuir literatura y material didáctico de ideología satánica.
Con el tiempo, Fullmoon no pudo responder a la creciente demanda de literatura satánica, lo que, junto con lo que para «Venom» fue una excesiva apertura del colectivo, hizo que muriese de éxito. El resultado fue que Xantotol se escindiera de Fullmoon, formando a su vez el relativamente efímero Temple of Fullmoon.

## Formación
- Beata «Mała»: vocalista y guitarra
- Jacek «Venom» Szczepański: batería
- «Siwy»: bajo

## Discografía
- Glory for Centuries (1992, Demo)
- Cult of the Black Pentagram (1993, Witching Hour Productions)
- Thus Spake Zarathustra (1995, Witching Hour Productions)
- Liber Diabolus: 1991-1996 (2005, Kampf Records)